# Scared to Be Lonely
"Scared to Be Lonely" é uma canção gravada pelo DJ Martin Garrix e pela cantora britânica Dua Lipa. Foi lançada em 27 de janeiro de 2017. Martin estreou a canção no AVA Festival 2017 em Mianmar em janeiro para o Ano Novo.
O primeiro volume do EP remix oficial para a música foi lançado em 17 de março de 2017, com remixes de Brooks, DubVision, Zonderling, Alpharock, Funkin Matt e Julien Earle. O segundo volume do remix EP oficial foi lançado em 24 de março de 2017, com remixes de Gigamesh, Medasin, Loud Luxury, Conro, LOOPERS e Joe Mason.
Os artistas lançaram uma versão acústica da música em 7 de abril de 2017. A canção entrou na reedição do primeiro álbum de estúdio de Lipa, Dua Lipa: Complete Edition (2018).

## Precedentes
A canção foi descrita como um segmento à colaboração de "In The Name of Love" com a cantora americana Bebe Rexha, apesar de ter lançado sete músicas como um EP. Além disso, descreveu a canção como um meio que dá o mesmo sentimento eufórico de "In The Name of Love", com letras mais profundas.

### Capa do single
A capa oficial do single foi lançada em 19 de janeiro de 2017. A capa apresenta os dois artistas em pé, ao lado de uma colina, com o título da música acima deles. Martin, em pé à direita, está olhando para a vocalista feminina, o que ocorre semelhantemente em "In The Name of Love."

## Video musical
O videoclipe oficial da música foi lançado no mesmo dia do single no canal de Martin Garrix no YouTube. Foi dirigido por Blake Claridge, produzido pela Craft London e Lois Newcombe.

## Composição
A música foi escrita por Martin Garrix junto com Dua Lipa, Giorgio Tuinfort, Nathainel Campany, Kyle Shearer e Georgia Ku, acompanhando os vocais da cantora e compositora britânica Dua Lipa. Com o seu lançamento, foi descrita como "pop heavy" e uma compilação "synth" de forma divertida. Houve, de fato, comparação com o seu single prévio, "In The Name of Love" com Bebe Rexha.

## Lista de faixas
| Digital download |                       |         |  |
| N.º              | Título                | Duração |  |
| 1.               | "Scared to Be Lonely" | 3:40    |  |